# Shenzhen Tenda Technology
Die Shenzhen Tenda Technology Co. Ltd. ist ein chinesischer Hersteller von Netzwerkprodukten und Smart-Home-Geräten für den Privatbereich sowie kleine und mittlere Unternehmen.

## Unternehmensstruktur
Das Unternehmen wurde 1999 in Shenzhen in China gegründet, wo sich auch der Hauptsitz befindet.
Der Konzern hat nach eigenen Angaben im Jahr 2021 weltweit 50 Millionen Geräte abgesetzt und damit einen Umsatz von rund 300 Millionen US-Dollar erwirtschaftet. Mit einem Marktanteil von 11 % im weltweiten Consumer-WLAN-Markt. Tenda beschäftigt weltweit ca. 2000 Mitarbeiter.
Die deutsche Tochtergesellschaft Tenda Technology GmbH besteht seit 2012 und nahm 2013 den Geschäftsbetrieb auf. Seit Juli 2020 ist sie im Münchner Bezirk Trudering-Riem niedergelassen, zuvor in Hamburg. Tenda betreibt in Westeuropa weitere Niederlassungen im Vereinigten Königreich, Frankreich, Italien und Spanien (Madrid). Weitere Tochtergesellschaften befinden sich in Indien (Neu-Delhi), Thailand (Bangkok), Vietnam, Indonesien, Malaysia, Australien, Philippinen, Lateinamerika, Mexiko, Kolumbien, Peru, Argentinien, Brasilien (São paulo), USA, Kanada, Russland (Oblast Moskau), Ukraine (Kiew), Türkei (Istanbul), Polen (Warschau), Rumänien, Vereinigte Arabische Emirate (Dubai), Pakistan, Südafrika und Nordwestafrika.

## Produkte
Tenda entwickelt, produziert und verkauft weltweit Produkte aus dem Bereich Netzwerkgeräte, wie Router, UMTS-Modems, Switche, WLAN-Accesspoints, Powerline Adapter, ADSL-Modems, Mesh-Systeme, IP-Kameras, Netzwerkkarten und Smart-Home-Geräte.